# Bitva o Joalu
Bitva o Joalu (estonsky: Joala lahing) byla jednou z prvních bitev estonské osvobozenecké války.

## Pozadí

### Bolševická invaze v Estonsku
Začátkem roku 1918 vyhlásilo Estonsko nezávislost. To se Rusům, bývalým pánům Estonska nelíbilo. Proto 13. listopadu schválila vláda Sovětského Ruska útok na Estonsko a 28. listopadu 1918 Rusko zaútočilo na Narvu.
Jedna z prvních úspěšných známek estonského odporu se odehrála právě zde. Tou dobou Byla Joala ještě předměstím Narvy.

### Úloha estonských komunistů

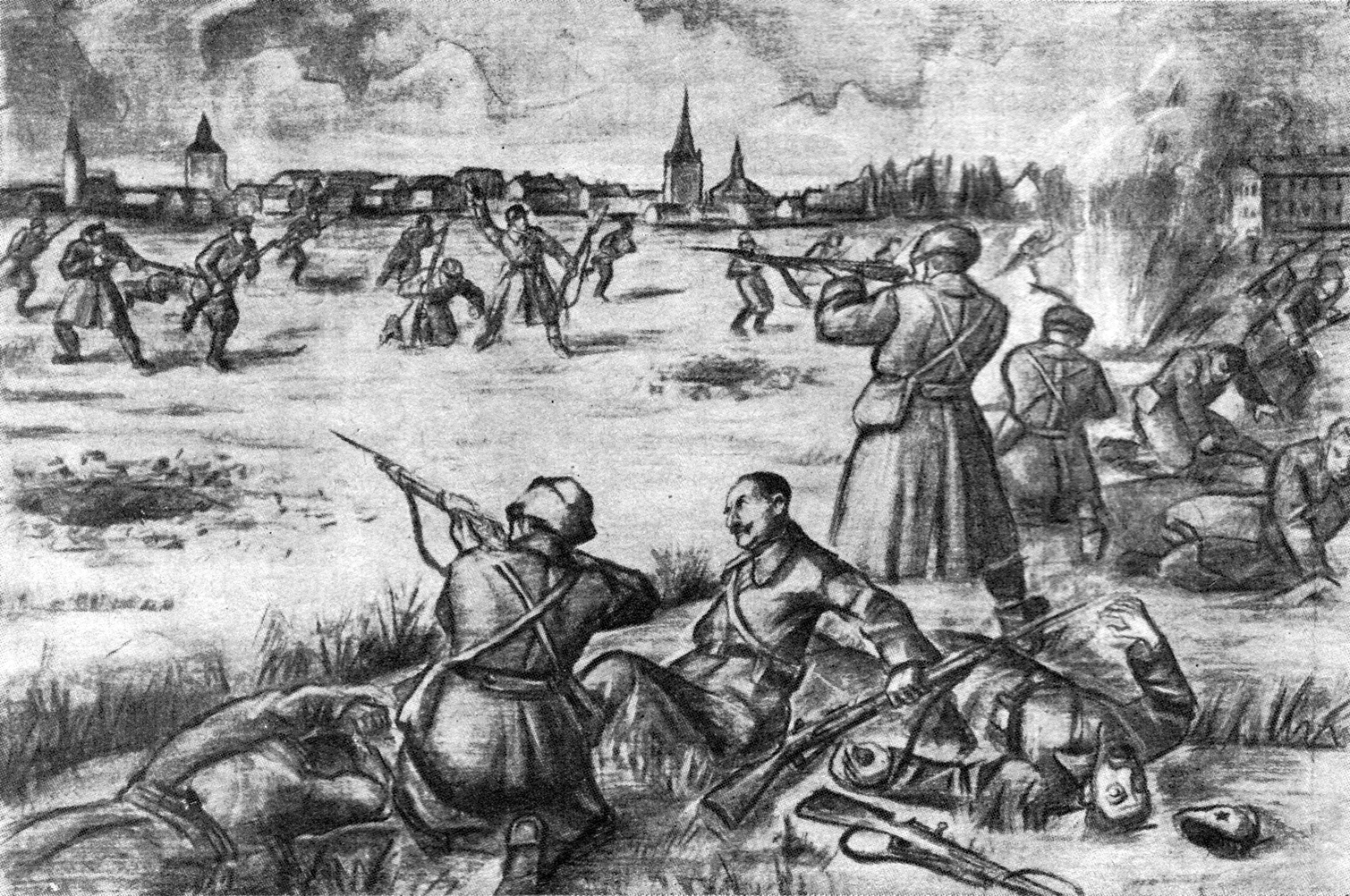
Jaan Sihver umírá, bolševici ustupují do lesů

Jako předvoj před samotnou bolševickou armádou měla být do bitvy předeslána jednotka estonských komunistů, která se zformovala 26. listopadu 1918 ve Viljandi v jižním Estonsku, tzv. 2. viljandský pluk. Byli odtamtud tajně převezeni, aby zaútočnili na pravé křídlo německo-estonských sil. Jejím cílem bylo překročit v předstihu řeku Narvu a odříznout cestu k ústupu na Tallinn. Velel jim komunista Jaan Sihver, který v bitvě padl. Celkem tato jednotka čítala 360 mužů.

## Průběh
V noci z 27. na 28. listopad 1918 překročilil 2. Viljandský pluk komunistů řeku Narvu s cílem napadnout pozice německého námořnictva, které zde mělo základnu a které zde bylo již od konce první světové války.
Němcům se nakonec s podporou dělostřelectva a estonských dobrovolníků podařilo postup bolševiků na chvíli zastavit.
Ti se přeskupili v blízkých lesích a spolu s posilami brzy podnikli nový útok, který měl za následek vyklizení Narvy a ústup protibloševických sil z této oblasti. Během tohoto prvního střetnutí zahynulo 94 bolševiků.